# 井上絢登
井上 絢登（いのうえ けんと、2000年2月23日 - ）は、福岡県筑紫野市出身のプロ野球選手（外野手、内野手）。右投左打。横浜DeNAベイスターズ所属。

## 経歴

### プロ入り前
筑紫野市立二日市小学校、筑紫野市立天拝中学校卒業で、小学時代は二日市ジュニアーズで、中学時代は二日市ボーイズでプレー。小学時代のチームメイトに1学年下の河野聡太がいる。
久留米市立久留米商業高等学校では当初はミート重視のアベレージヒッターだったが、将来的なプロ入りを見据えて3年春にプレースタイルを一新。スイング力を強化し、高校通算20本塁打を記録した。3年夏に県大会準決勝まで進出した。1学年上に古川裕大がいる。
高校卒業後は福岡大学商学部に進学。野球部では1年次からレギュラーの座を掴み、2年春の全日本大学野球選手権大会で本塁打を放った。4年次の全日本大学野球選手権大会では4番打者として準々決勝で國學院大を下し、同大学初のベスト4進出に貢献した。4年秋のリーグ戦でベストナインに選出されるなど、九州六大学リーグではベストナインを2度、優秀選手、打点王を1度獲得し、大学通算10本塁打を記録した。大学時代の同期には仲田慶介がおり、仲田らとともにプロ志望届を提出した。しかし、2021年のドラフト会議で仲田が福岡ソフトバンクホークスから育成指名を受けた一方で、井上の指名はなかった。指名漏れ後は早期のNPB入りを目指すために独立リーグ球団への入団を希望し、その後、四国アイランドリーグplusの徳島インディゴソックスから話をもらい、同球団への入団を決めた。

### 四国・徳島時代
2022年、春先は打撃好調だったが、夏場から一気に打率を落としてしまう。最終的に68試合に出場して打率.246ながらも、13本塁打、41打点を記録し、本塁打と打点の二冠王に輝いた。13本塁打は徳島のシーズン最多本塁打記録だった。NPBの3球団から調査書が届き、非公開の入団テストに参加したが、同年のNPBドラフト会議での指名はなかった。
2023年はチームの副キャプテン（野手）を務める。前年は中堅、左翼を中心に守ったが、この年の後期からは前年は守らなかった三塁手としても出場するようになった。年間を通じて打撃の調子を崩さず、67試合に出場して打率.312、14本塁打（自身の持つ球団最多本塁打記録を更新）、39打点を記録。2年連続で本塁打と打点の二冠王に輝き、さらに出塁率.424もリーグ1位で、打率も1位と2厘差の2位だった。その後、同年10月26日に開催されたNPBドラフト会議にて、横浜DeNAベイスターズから内野手として6位指名を受けた。NPBドラフト指名後の11月1日に開かれたアイランドリーグの「AWARD2023」において、当年度のリーグMVPとベストナイン（外野手部門）に選出されたことが発表された。

### DeNA時代

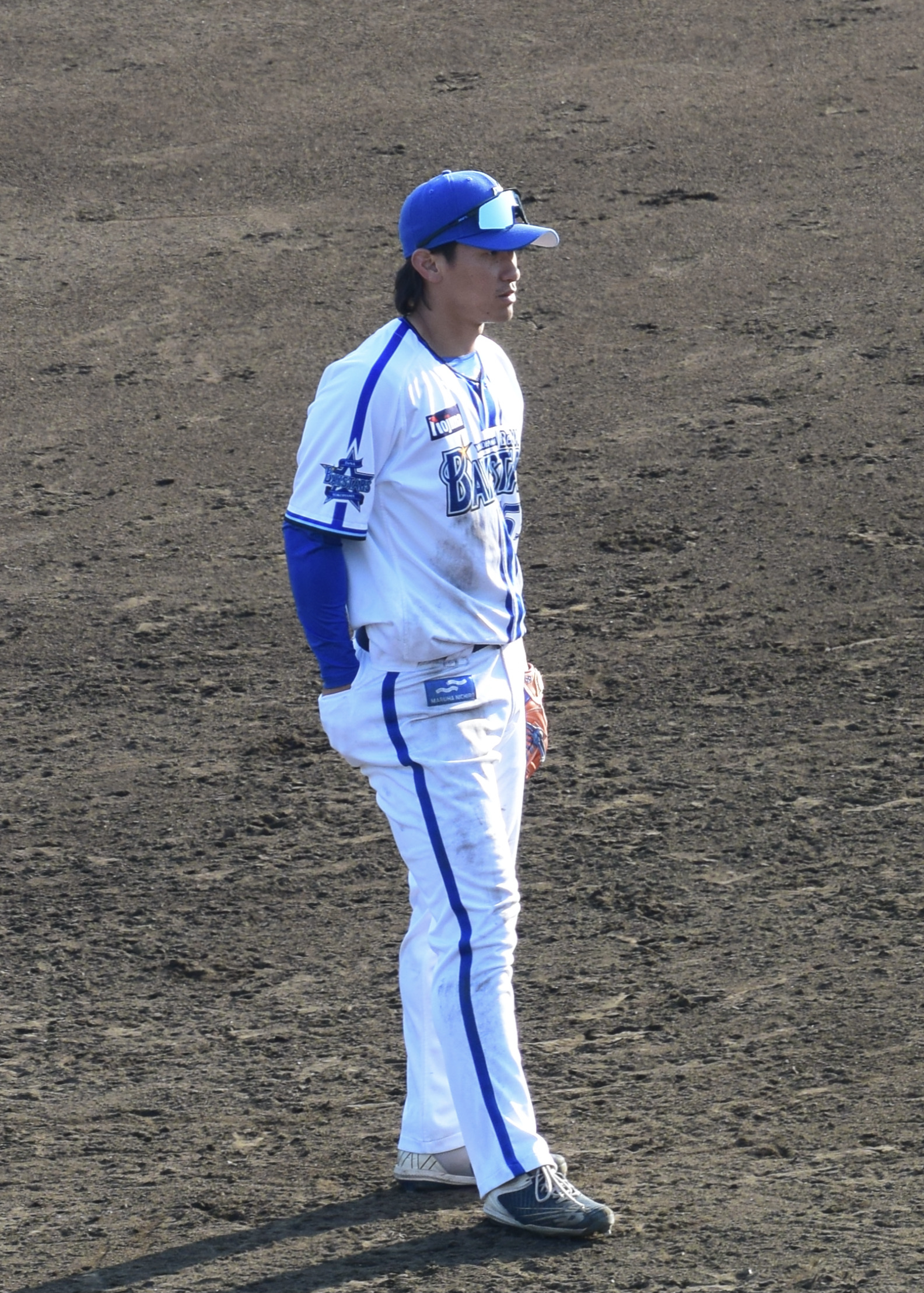
2024年3月22日 平塚球場にて

2023年11月11日、横浜DeNAベイスターズとの入団交渉が行われ、契約金3520万円、推定年俸780万円で仮契約を結んだ。24日の新入団選手記者発表会で、背番号が55になることが発表された。11月24日に開かれた新入団選手発表会では、各選手が色紙に記す所信表明に「度胸」と記し、「緊迫した場面でもしっかり心では負けないという気持ちでやっていきたい」と理由を述べるとともに、自身の愛称を「ハマのケンティー」にしてほしいとコメントした。
2024年の春季キャンプはA班・宜野湾キャンプ参加メンバーに振り分けられる。練習試合など実戦形式で起用され続け、2月後半からは二軍へ回っていたが、そこの実戦で結果を残したことで一軍のオープン戦にも出場した。開幕後は二軍で4番打者を務め続け、4月12日時点で2本塁打、イースタン・リーグ2位となる打率.367と好調を維持すると、同日に肉離れで出場選手登録を抹消されたタイラー・オースティンに代わって一軍に初めて昇格した。2度の代打起用を経て、4月14日の対東京ヤクルトスワローズ戦（横浜スタジアム）で「8番・左翼手」で一軍初先発出場を果たし、度会隆輝、石上泰輝と共に新人3人が先発メンバーに名を連ねた。第1打席ではミゲル・ヤフーレから初安打を記録した。翌4月15日の試合でも先発起用されたが当たりは出ず、以降は代打要員という起用法になった。初安打の1本以降は一度も安打を記録できず、4月29日に二軍降格となった。5月は二軍公式戦全22試合に先発出場し、イ・リーグトップの17打点、リーグ3位の23安打、3本塁打を記録し、5月度のスカパー!ファーム月間MVP賞を受賞した。6月7日に肉離れで出場選手登録を抹消された宮﨑敏郎らに代わって、二度目の一軍昇格となった。再昇格後は三塁手として起用され、6月9日の福岡ソフトバンクホークス戦（横浜）で又吉克樹から右越え二塁打での一軍初適時打、6月11日の対千葉ロッテマリーンズ戦（ZOZOマリンスタジアム）で先制打と初盗塁を記録するも、セ・パ交流戦終了後の17日に再度の二軍降格となった。7月5日、疲労骨折の筒香嘉智に代わって一軍に昇格した。同月20日開催予定のフレッシュオールスターゲームに選出されていたが、一軍登録されているチーム事情により出場辞退となった。27日に再度二軍に降格してからは、一軍昇格の機会は得られなかった。一軍戦は25試合の出場にとどまり、打率2割に達しなかったものの、二軍では70試合に出場して打率.302（規定未到達）、8本塁打（チーム最多、リーグ9位）、52打点（チーム最多、リーグ4位）、9盗塁の成績を挙げ、二軍の日本一に貢献した。
2025年の春季キャンプもA班・宜野湾キャンプ参加メンバーに振り分けられた。自身初の開幕一軍メンバーとなったが、4戦で出場機会の得られぬまま4月2日に出場選手登録を抹消された。一時は二軍でも状態が上がらなかったが、6月の月間二軍成績は打率.308、4本塁打と状態が上がり始め、7月2日に出場選手登録された。同日の中日ドラゴンズ戦（横浜スタジアム）で「6番・左翼手」の先発出場で、同年初出場となり、第1打席に髙橋宏斗から右越えの逆転満塁本塁打で一軍初本塁打を記録し、初のお立ち台にも上がった。翌日の試合でも決勝本塁打を打つ活躍で、2試合連続でお立ち台に上がった。しかし、以降は当たりが出なくなり、12試合の出場で打率.162まで成績が落ち込むと、7月29日に登録を抹消された。

## 選手としての特徴
独立リーグで2年連続、本塁打と打点の2冠を達成した左のパワーヒッター。本塁打は右翼方向が多く、プルヒッターである。長打力に加え、50メートル6秒1の俊足も持ち、肩も強い。
DeNAでは内野手登録で、守備位置は三塁を本職としている。アマチュア時代は主に外野手で、徳島時代も2023年後期から三塁手に挑戦するまでは中堅手、左翼手としての出場が主だった。また、高校時代、肩を負傷した時期に一塁を守ったこともあり、DeNA入団後には出場機会増を目指して、内野用、外野用の2種類のグラブに加えてファーストミットを準備し、一塁守備練習にも参加している。2025年時点で「守備は自分の課題」と語っており、守備時にも打席のことを考えてしまう傾向にあり、DeNAのコーチ陣からは切り離して考えるよう指導されている。

## 人物
愛称は「ハマのケンティー」。天然キャラであることから、DeNAの先輩選手からは宇宙人という意味で「宇宙」という愛称でも呼ばれている。
大学時代の同期の仲田慶介は共に外野手で、1年次から共にトレーニングするなど切磋琢磨してきた関係だった。4年次には仲田が育成ドラフト指名を受ける中で井上が指名漏れしたが、その際に仲田は井上に名指しで感謝の気持ちを伝え、「井上には1番感謝している。翌年一緒にプロになりたいからお互い頑張ろう」と述べた。井上はこの翌々年にNPB入りを果たすこととなった。
徳島時代は鳴門市内のホテルのアルバイトを自身で見つけ、食堂のバイキングのスタッフとして働いていた。時給が高かったほか、まかないが食べ放題だったことが魅力だったとのことで、当時のチームメイトの椎葉剛にもこのアルバイトを紹介していた。

## 詳細情報

### 年度別打撃成績
| 年 度     | 球 団     | 試 合 | 打 席 | 打 数 | 得 点 | 安 打 | 二 塁 打 | 三 塁 打 | 本 塁 打 | 塁 打 | 打 点 | 盗 塁 | 盗 塁 死 | 犠 打 | 犠 飛 | 四 球 | 敬 遠 | 死 球 | 三 振 | 併 殺 打 | 打 率 | 出 塁 率 | 長 打 率 | O P S |
| --------- | --------- | ----- | ----- | ----- | ----- | ----- | -------- | -------- | -------- | ----- | ----- | ----- | -------- | ----- | ----- | ----- | ----- | ----- | ----- | -------- | ----- | -------- | -------- | ----- |
| 2024      | DeNA      | 25    | 48    | 42    | 2     | 8     | 5        | 0        | 0        | 13    | 4     | 1     | 0        | 2     | 0     | 2     | 1     | 2     | 8     | 1        | .190  | .261     | .310     | .570  |
| 通算：1年 | 通算：1年 | 25    | 48    | 42    | 2     | 8     | 5        | 0        | 0        | 13    | 4     | 1     | 0        | 2     | 0     | 2     | 1     | 2     | 8     | 1        | .190  | .261     | .310     | .570  |

- 2024年度シーズン終了時

### 年度別守備成績
| 年 度 | 球 団 | 三塁  | 三塁  | 三塁  | 三塁  | 三塁  | 三塁     | 外野  | 外野  | 外野  | 外野  | 外野  | 外野     |
| 年 度 | 球 団 | 試 合 | 刺 殺 | 補 殺 | 失 策 | 併 殺 | 守 備 率 | 試 合 | 刺 殺 | 補 殺 | 失 策 | 併 殺 | 守 備 率 |
| ----- | ----- | ----- | ----- | ----- | ----- | ----- | -------- | ----- | ----- | ----- | ----- | ----- | -------- |
| 2024  | DeNA  | 9     | 3     | 16    | 1     | 0     | .950     | 3     | 5     | 0     | 0     | 0     | 1.000    |
| 通算  | 通算  | 9     | 3     | 16    | 1     | 0     | .950     | 3     | 5     | 0     | 0     | 0     | 1.000    |

- 2024年度シーズン終了時

### 独立リーグでの年度別打撃成績
| 年 度     | 球 団     | 試 合 | 打 席 | 打 数 | 得 点 | 安 打 | 二 塁 打 | 三 塁 打 | 本 塁 打 | 塁 打 | 打 点 | 盗 塁 | 盗 塁 死 | 犠 打 | 犠 飛 | 四 球 | 敬 遠 | 死 球 | 三 振 | 併 殺 打 | 打 率 | 出 塁 率 | 長 打 率 | O P S |
| --------- | --------- | ----- | ----- | ----- | ----- | ----- | -------- | -------- | -------- | ----- | ----- | ----- | -------- | ----- | ----- | ----- | ----- | ----- | ----- | -------- | ----- | -------- | -------- | ----- |
| 2022      | 徳島      | 68    | 277   | 252   | 35    | 62    | 10       | 3        | 13       | 117   | 41    | 12    | 9        | 0     | 5     | 12    | -     | 8     | 50    | 2        | .246  | .296     | .464     | .760  |
| 2023      | 徳島      | 67    | 288   | 237   | 44    | 74    | 15       | 2        | 14       | 135   | 39    | 14    | 7        | 0     | 3     | 31    | -     | 17    | 44    | 5        | .312  | .424     | .570     | .993  |
| 通算：2年 | 通算：2年 | 135   | 565   | 489   | 79    | 136   | 25       | 5        | 27       | 252   | 80    | 26    | 16       | 0     | 8     | 43    | -     | 25    | 94    | 7        | .278  | .361     | .515     | .876  |

- 2024年度シーズン終了時
- 各年度の太字はリーグ最高

### 記録
初記録
- 初出場・初打席：2024年4月12日、対東京ヤクルトスワローズ1回戦（横浜スタジアム）、8回裏に伊勢大夢の代打で出場、星知弥から一塁併殺打
- 初先発出場：2024年4月14日、対東京ヤクルトスワローズ3回戦（横浜スタジアム）、「8番・左翼手」で先発出場
- 初安打：同上、3回裏にミゲル・ヤフーレから右前安打
- 初打点：2024年4月16日、対広島東洋カープ4回戦（MAZDA Zoom-Zoom スタジアム広島）、5回表に床田寛樹から一ゴロの間に記録
- 初盗塁：2024年6月11日、対千葉ロッテマリーンズ1回戦（ZOZOマリンスタジアム）、 2回表に二盗（投手：小島和哉、捕手：佐藤都志也）
- 初本塁打：2025年7月2日、対中日ドラゴンズ13回戦（横浜スタジアム）、1回表に髙橋宏斗から右越満塁本塁打 ※プロ初本塁打が満塁本塁打なのは横浜球団史上4人目[42]

### 背番号
- 9（2022年 - 2023年）
- 55（2024年[19] - ）